# Terytorium Waszyngtonu
Terytorium Waszyngtonu (ang. Washington Territory) – terytorium zorganizowane istniejące od 8 lutego 1853 do 11 listopada 1889, kiedy przekształciło się w 42. stan Stanów Zjednoczonych (Waszyngton). 
Stolicą terytorium była Olympia, a pierwszym jego gubernatorem Isaac Stevens. Granice terytorium kilkakrotnie ulegały zmianie.

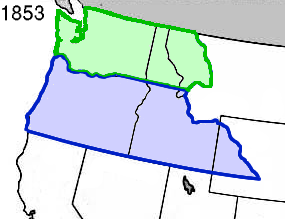
Terytorium Waszyngtonu     Terytorium Oregon
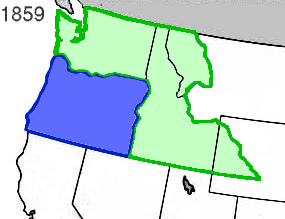
Terytorium Waszyngtonu     stan Oregon
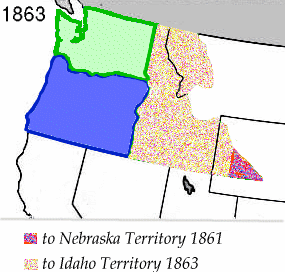
Terytoria oddane do Terytorium Nebraski i Terytorium Idaho